# Sakakibara Yasumasa
Sakakibara Yasumasa (榊原 康政?; 1548 – 19 giugno 1606) è stato un samurai giapponese del periodo Sengoku che servì il clan Tokugawa. Per le sue doti ed abilità in battaglia era considerato come uno dei "quattro Re celesti" (Shitennō-Tokugawa 徳川四天王?) dei Tokugawa.

## Biografia

### Primi anni
Sakakibara Yasumasa nacque nel 1548, secondo figlio di Sakakibara Nagamasa, nel distretto di Ueno della provincia di Mikawa. La famiglia Sakakibara era servitrice ereditaria del clan Matsudaira (successivamente clan Tokugawa), classificata come fudai. Tuttavia non servivano il clan direttamente, ma tramite servitori più vecchi, che al tempo era Sakai Tadanao (che classificava i Sakakibara come baishin, o "vassalli secondari"). Il giovane Yasumasa interagì spesso con Matsudaira Motoyasu (Tokugawa Ieyasu) nella giovane età e, grazie al suo contributo nella soppressione degli Ikkō-ikki a Mikawa, gli fu concesso di utilizzare "yasu" dal nome di Ieyasu.
In quel tempo spodestò il fratello maggiore e divenne in capo del clan Sakakibara. Ci sono due teorie sui motivi. Una è che suo fratello fu alleato dei ribelli Ikkō-ikki, mentre l'altra che era servitore del primogenito di Ieyasu, Matsudaira Nobuyasu, il quale fu implicato in quello che fu probabilmente un inesistente complotto contro Oda Nobunaga.

### Carriera

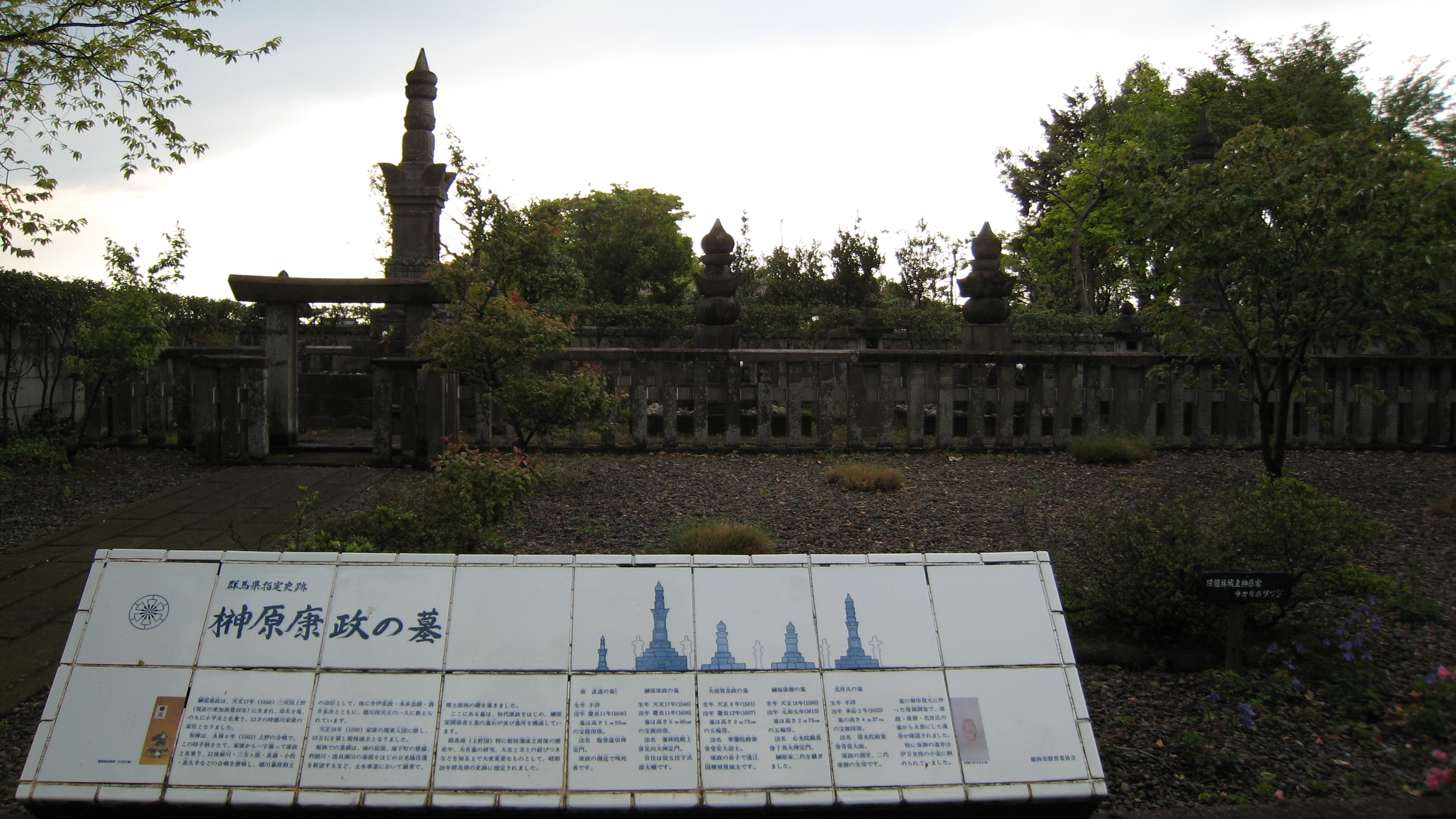
Tomba di Yasumasa a Tatebayashi

Nel 1566 all'età di 19 anni, Yasumasa e Honda Tadakatsu vennero designati come hatamoto da Ieyasu, comandando entrambi 50 uomini a cavallo. Da quel momento servirono come comandanti di unità hatamoto di Ieyasu.
Yasumasa combatté ad Anegawa nel 1570, Mikatagahara nel 1573 e Nagashino nel 1575. Quando Ieyasu scelse di sfidare Toyotomi Hideyoshi, Yasumasa servì ancora i Tokugawa, suggerendo la regione di Komaki per la campagna seguente. Yasumasa ricevette il titolo di "'Shikibu-Shō'", quando accompagnò Ieyasu ad Osaka per incontrare Hideyoshi. Dopo che Tokugawa fu spostato nella regione del Kantō divenne responsabile dell'assegnazione dei feudi. Yasumasa supervisionava il Kantō nei momenti in cui Ieyasu era occupato altrove.

### Ultimi anni
Yasumasa ricevette l'han di Tatebayashi da 100.000 koku dopo la vittoria di Ieyasu nella battaglia di Sekigahara, che rimase alla famiglia per poche generazioni.
Morì nel 1606, all'eta di cinquantanove, ed è sepolto nel tempio Zendoji Temple a Tatebayashi, dove ancora oggi è presente la sua tomba.